# Борис Розинг
Борис Љвович Розинг (рус. Бори́с Льво́вич Ро́зинг; на Западу познатији као Борис Росинг ; 23. април 1869 - 20. април 1933) био је руски физичар и просветни радник, познат по свом пионирском раду на телевизији.
Розинг је рођен у Санкт Петербургу у породици холандског порекла. Тамо је завршио средњу школу и универзитет, где је касније предавао. 1907. извео је успешан експеримент који је комбиновао Нипковљев диск и катодну цев помоћу које је даљински преносио слику. Ово достигнуће је патентирао наредних година у неколико земаља. Један од његових ученика и помоћника био је Владимир Зворкин .
Розинг је наставио свој рад у Русији и после Револуције . Прекинут је када је ухапшен 1931. године под оптужбом да је пружао „финансијску помоћ контрареволуционарима“. Након што су се истакнути чланови научне заједнице заузели за њега са водећим совјетским званичницима, пуштен је, али му је забрањен рад у Москви. Због тога је отишао у Архангељск и преузео катедру за физику тамошњег Шумарског института. Тамо је умро од крварења у мозгу.
Године 1957. Лењинградски суд га је званично рехабилитовао.